# ゲアハルト・ハウプトマン
ゲアハルト・ハウプトマン（ゲルハルト・ハウプトマンとも。Gerhart Hauptmann, 1862年11月15日 - 1946年6月6日）は、ドイツの劇作家、小説家、詩人。1912年にノーベル文学賞を受賞した。プロイセン王国・ニーダーシュレージエンのオーバーザルツブリュン（現：ポーランド・ドルヌィ・シロンスク県シュチャヴノ＝ズドルイ）生まれ。

## 人物
ドイツにおける自然主義演劇の中心的人物。作風は、自然主義的手法で社会的問題を描くものから始まり、やがてロマン主義・象徴主義などの手法を用いるようになっていく。後には再び自然主義的作風に戻るが、その頃には社会的問題よりも個人の内面に着目した作品が目立つようになる。
最初の戯曲は、イプセンの影響を受けた『日の出前』（Vor Sonnenaufgang 、1889年）。労働者の抱える問題を自然主義的手法で描いている。『織匠』（Die Weber、1892年）では下層階級の生活を描写した。この戯曲はハウプトマンの代表作の一つとされている。
他の作品には、風刺喜劇『ビーバーの毛皮』（Den Biberpelz、1893年）、ロマン主義的な作品『ハンネレの昇天』（1893年）、象徴主義的な作品『沈鐘』（1896年）などがある。他にも歴史劇や童話劇などを書いており、自然主義に収まらず様々な様式を試みた。ティル・オイレンシュピーゲルを素材とした作品を書いたことがある。
1946年6月6日、ニーダーシュレジエン・ヒルシュベルクのアグネテンドルフ（現：ポーランド・イェレニャ・グラのヤグニョントクフ地区）で死去。83歳没。死の直前にドイツ人追放を知ったため、遺体は希望により夏の別荘があるバルト海のヒデンゼー島に故郷の土と共に埋葬され、後に妻も埋葬された。
1920年ころ、三菱商事社員としてベルリン赴任中の秦豊吉がファンレターを出したところ、ハウプトマンのシュレジエンの山荘に招かれ、神道や日本文化について聞かれ、大晦日にも年越しパーティに招かれたという。

## 主な受賞歴
- 1896 グリルパルツァー賞
- 1899 グリルパルツァー賞
- 1905 グリルパルツァー賞
- 1909 オックスフォード大学、ライプツィヒ大学名誉博士号
- 1911 バイエルン・マクシミリアン科学芸術勲章
- 1912 ノーベル文学賞
- 1921 プラハ・ドイツ大学名誉博士号
- 1922 ドイツ国鷲記章
- 1924 プール・ル・メリット勲章平和章
- 1932 コロンビア大学名誉博士号
- 1932 ゲーテ賞

## 作品

### 主な作品
- 1885 - Promethidenlos（プロメテウスの運命）
- 1888 - Bahnwärter Thiel（踏切番ティール）
- 1889 - Vor Sonnenaufgang（日の出前）
- 1890 - Das Friedensfest（平和祭）
- 1891 - Einsame Menschen（寂しき人々）
- 1892 - Kollege Crampton（同僚クランプトン）
- 1893 - Die Weber (Dialektfassung: De Waber)（織匠）
- 1893 - Der Biberpelz（ビーバーの毛皮）
- 1893 - Hanneles Himmelfahrt（ハンネレの昇天）
- 1896 - Florian Geyer（フロリアン・ガイアー）
- 1897 - Die versunkene Glocke（沈鐘）
- 1898 - Fuhrmann Henschel（馭者ヘンシェル）
- 1900 - Schluck und Jau（シュルックとヤウ）
- 1900 - Michael Kramer（ミヒャエル・クラーマー）
- 1901 - Der rote Hahn
- 1902 - Der arme Heinrich (Drama)（哀れなハインリッヒ）
- 1903 - Rose Bernd（ローゼ・ベルント）
- 1905 - Elga（エルガ）
- 1904 - Die Weber（織匠）
- 1906 - Und Pippa tanzt!（そしてピッパは踊る）
- 1909 - Griselda（グリゼルダ）
- 1910 - Der Narr in Christo Emanuel Quint（キリスト狂エマヌエル・. クヴィント）
- 1910 - Peter Brauer (Tragikomödie)
- 1911 - Die Ratten（鼠）
- 1912 - Atlantis（アトランティス）
- 1912 - Gabriel Schillings Flucht（ガブリエル・シリングの逃走）
- 1913 - Festspiel in deutschen Reimen（ドイツ韻律による祝典劇）
- 1914 - Der Bogen des Odysseus（オデュッセウスの弓）
- 1917 - Der weisse Heiland（白き救世主）
- 1917 - Winterballade
- 1921 - Anna
- 1922 - Festaktus zur Eröffnung des Deutschen Museums
- 1925 - Veland
- 1925 - Die Insel der großen Mutter oder Das Wunder von Île des Dames
- 1928 - Des großen Kampffliegers, Landfahrers, Gauklers und Magiers Till Eulenspiegel Abenteuer（ティル・オイレンシュピーゲル）
- 1928 - Wanda
- 1929 - Dorothea Angermann
- 1930 - Die Spitzhacke
- 1932 - Vor Sonnenuntergang（日没前）
- 1937 - Das Abenteuer meiner Jugend (Autobiographie)（わが青春の冒険）
- 1939 - Die Tochter der Kathedrale
- 1939 - Ährenlese（落穂ひろい）
- 1941 - Iphigenie in Delphi（デルフォイのイフィゲーニエ）
- 1941 - Das Märchen
- 1942 - Magnus Garbe (erster Version: 1914)
- 1944 - Iphigenie in Aulis（アウリスのイフィゲーニエ）
- 1946 - Neue Gedichte
- 1947 - Mignon (posthum)（ミニヨン）
- 1948 - Agamemnons Tod/Elektra (posthum)

### 日本語訳
- 『日の出前』橋本忠夫、岩波書店。ISBN 978-4003242834。
- 『織工』久保栄、岩波書店。ISBN 978-4003242810。
- 『沈鐘―独逸風の童話劇』阿部六郎、岩波書店。ISBN 978-4003242827。
- 『寂しき人々』森鷗外、ゆまに書房。ISBN 978-4843331439。